# Charles Dubois (Archäologe)
Charles Dubois (* 1877 in Paris; † 1965) war ein französischer Klassischer Archäologe.

## Leben
Charles Dubois war der Sohn des französischen Komponisten und Musikers Théodore Dubois. Er wurde 1901 Mitglied der École française in Rom. In dieser Zeit begann er, sich mit der Geschichte der antiken Hafenstadt Puteoli, dem heutigen Pozzuoli, zu beschäftigen. Er beschrieb den aus Ägypten stammenden Serapis-Kult, der durch den Fund einer Statue in Pozzuoli bestätigt wurde.
Er promovierte in Geisteswissenschaften an der Faculté des Lettres de Paris der damaligen Pariser Universität; seine Dissertation wurde 1908 veröffentlicht. Dubois war als Professor tätig am Lycée Rollin à Paris, dem späteren Collège-lycée Jacques-Decour der ehemaligen Universität von Paris.
Dubois war der erste Gelehrte, der die These entwickelte, dass die Bedeutung des am Golf von Neapel gelegenen Hafenortes Puteoli als vormals wichtigster Hafen des Römischen Reiches gegen Anfang des 2. Jahrhunderts n. Chr. im Schwinden war und die wirtschaftliche Vorrangstellung im damaligen Italien an die an der Tibermündung gelegene Hafenstadt Ostia überging. In seiner Monographie über das antike Pozzuoli, die in Deutschland von Karl Julius Beloch ausführlich rezensiert wurde, stellte Dubois die Baugeschichte der antiken Hafenstadt dar. Seine Argumente wurden mit einigen Modifizierungen von den meisten Historikern übernommen und gingen in die Geschichtsschreibung über die beiden Städte ein. Nur bezüglich der schon 1902 geäußerten These, orientalische Kulte seien über Pozzuoli nach Italien gekommen, kam es zu einem Disput mit dem angesehenen Archäologen Charles Clermont-Ganneau.

## Schriften (Auswahl)
- Étude sur l’administration et l’exploitation des carrières (marbres, porphyre, granit, etc.) dans le monde romain. Albert Fontemoing, Paris 1908 (zugleich Dissertation an der Faculté des Lettres de Paris, Digitalisat bei Internet Archive).
- Pouzzoles antique. Histoire et topographie. Albert Fontemoing, Paris 1907 (Online bei Gallica; Rezension von Karl Julius Beloch, 1910[5]).
- Inscriptions de Minturnes. In: Mélanges de l’Ecole Française de Rome 24, 1904, S. 321–327 (online bei Persée).
- Observations sur un passage de Vitruve. In: Mélanges de l’Ecole Française de Rome 22, 1902, S. 439–467 (online bei Persée).
- Cultes et dieux à Pouzzoles. In: Mélanges de l’Ecole Française de Rome 22, 1902, S. 23–68 (online bei Persée). Italienische Übersetzung: Culti e dei a Pozzuoli. Hrsg.: Francesco Pisano, Valtrend, Neapel 2007, ISBN 88-88623-17-5 (Übersetzung: Gabriella Pisano; mit zahlreichen Abbildungen und einem Vorwort von Maria Teresa Moccia Di Fraia).